# أليس مان
أليس مان (بالإنجليزية: Alice Mann) هي ممثلة أمريكية، ولدت في أكتوبر 1899 في نيويورك في الولايات المتحدة، وتوفيت في مارس 1986 في نيويورك في الولايات المتحدة.

## أعمال

### أفلام
- اوه دكتور!
- كوني آيلاند

## وصلات خارجية
- أليس مان على موقع IMDb (الإنجليزية)
- أليس مان على موقع قاعدة بيانات الفيلم (الإنجليزية)